# Еребуні (музей)
Музей «Еребуні» — один з історичних музеїв міста Єревана, розташований на пагорбі Арін-Берд, поряд з рештками урартської фортеці Еребуні. У музеї зібрані експонати, які були виявлені під час розкопок власне фортеці Еребуні в 1950—1959 роках і розкопок сусіднього урартського міста Тейшебаїні на пагорбі Кармір-Блур у 1939—1958 роках. Музей відкрито у 1968 році з нагоди 2750-річчя заснування міста Еребуні на підставі постанови уряду Радянської Вірменії № 225 від 24 травня 1968 року.
Найцінніші знахідки, зокрема вироби із золота і срібла, наприклад, статуетка бога Тейшеби, перевезли в Історичний музей Вірменії — головний музей країни, а в музеї Еребуні експонуються лише копії цих знахідок. Найціннішими експонатами власне музею Еребуні вважаються 23 клинописні таблички урартського часу.
До території музею входять залишки фортечних стін Еребуні й часткова реконструкція деяких залів царського палацу, що лежать просто неба позаду головної будівлі музею на пагорбі Арін-Берд.
До складу музею «Еребуні» входить Історико-археологічний заповідник «Шенгавіт».

## Галерея

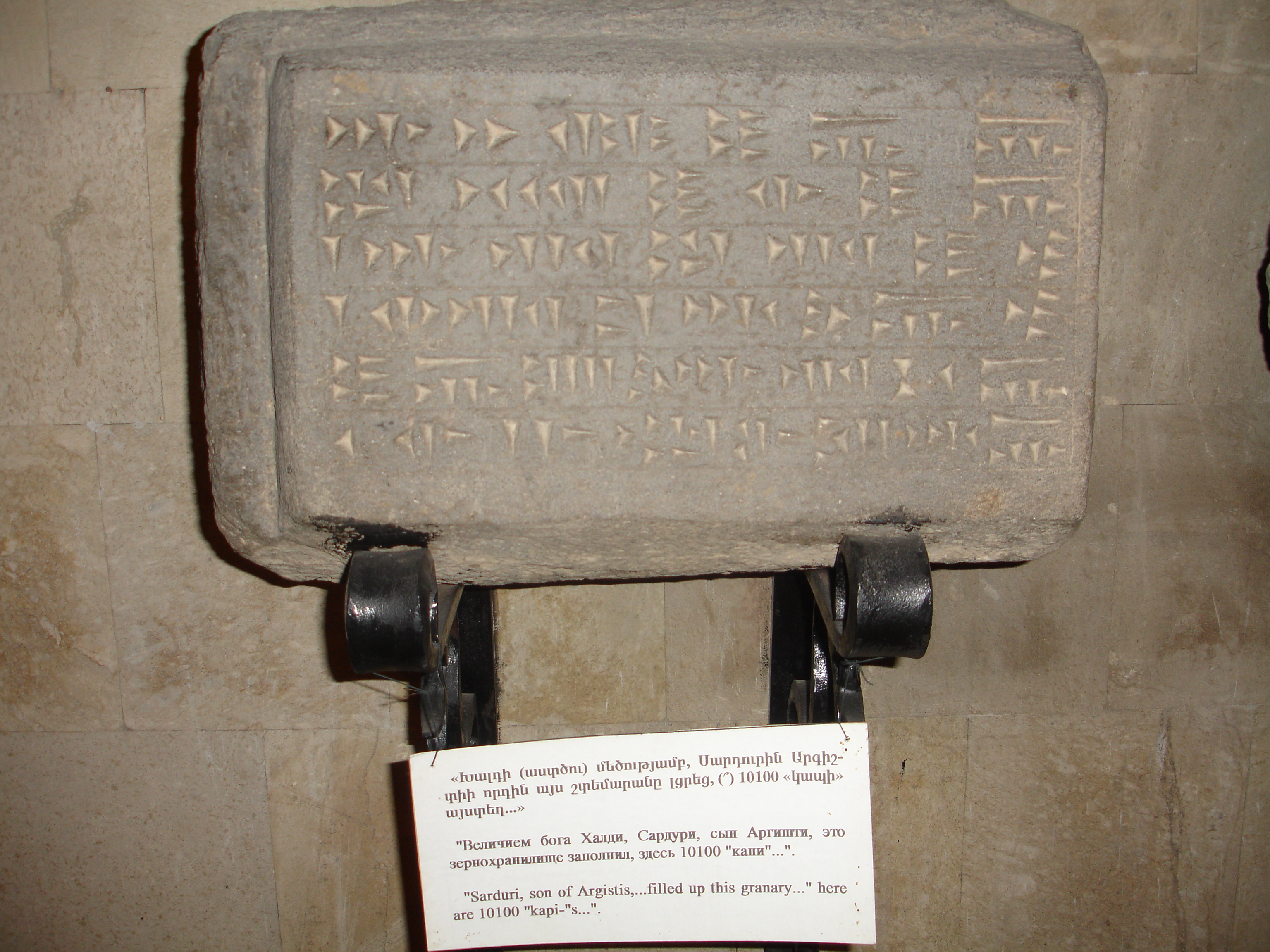
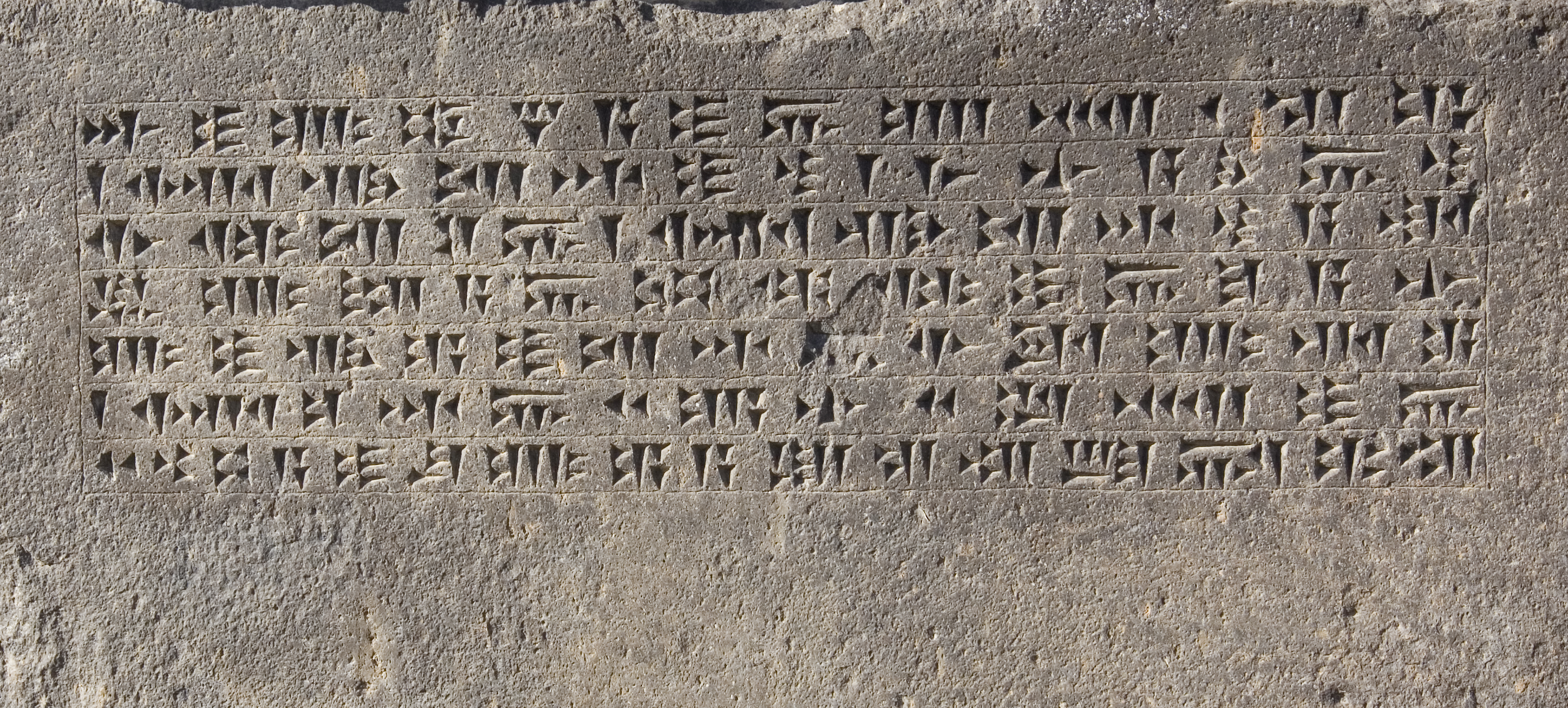
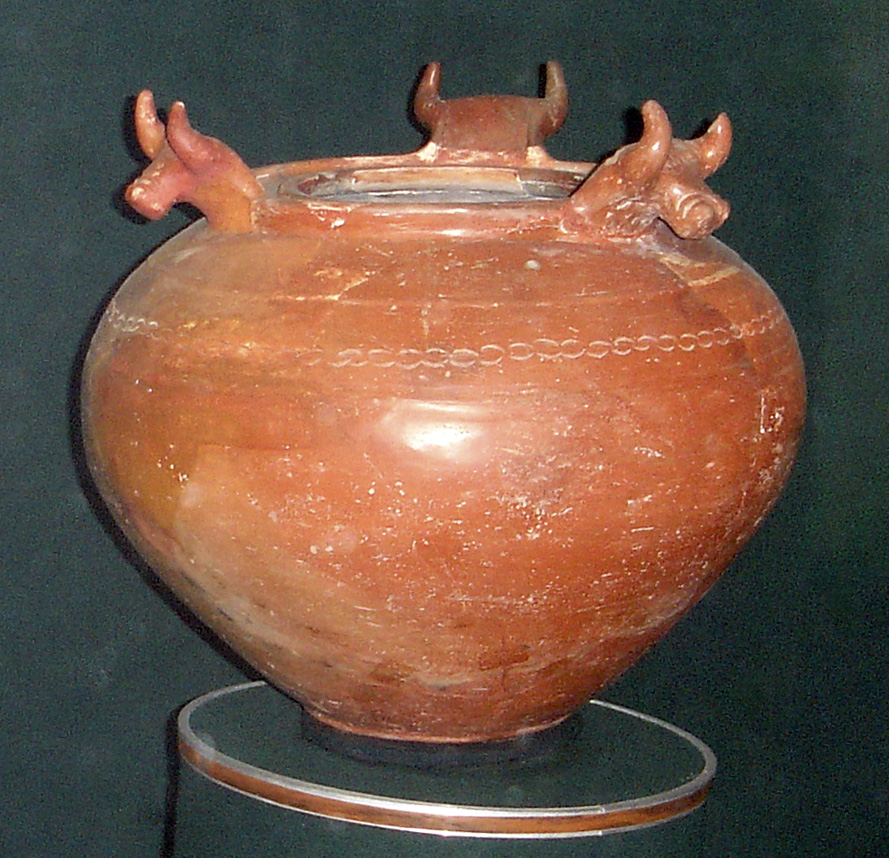
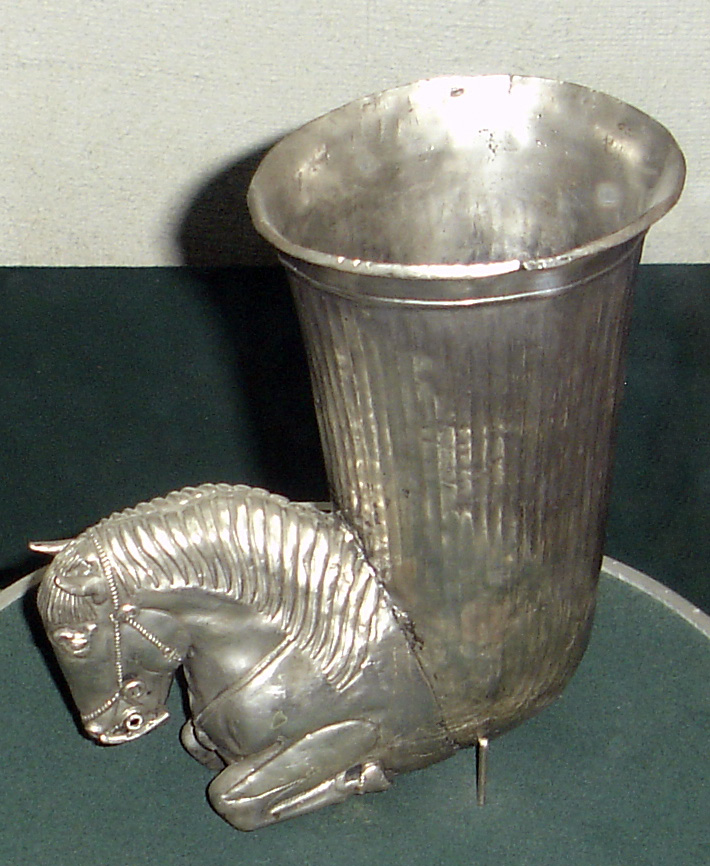
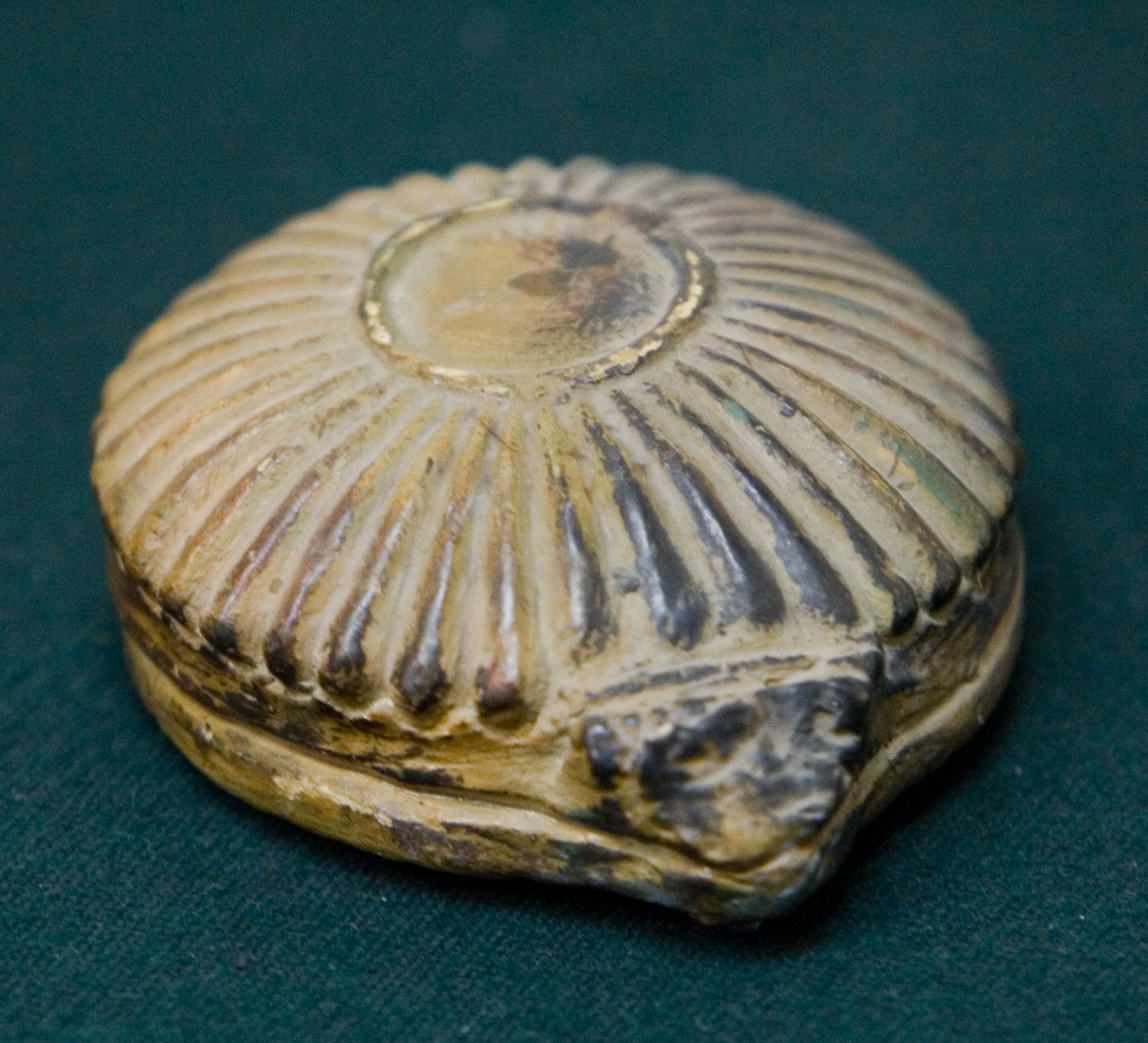
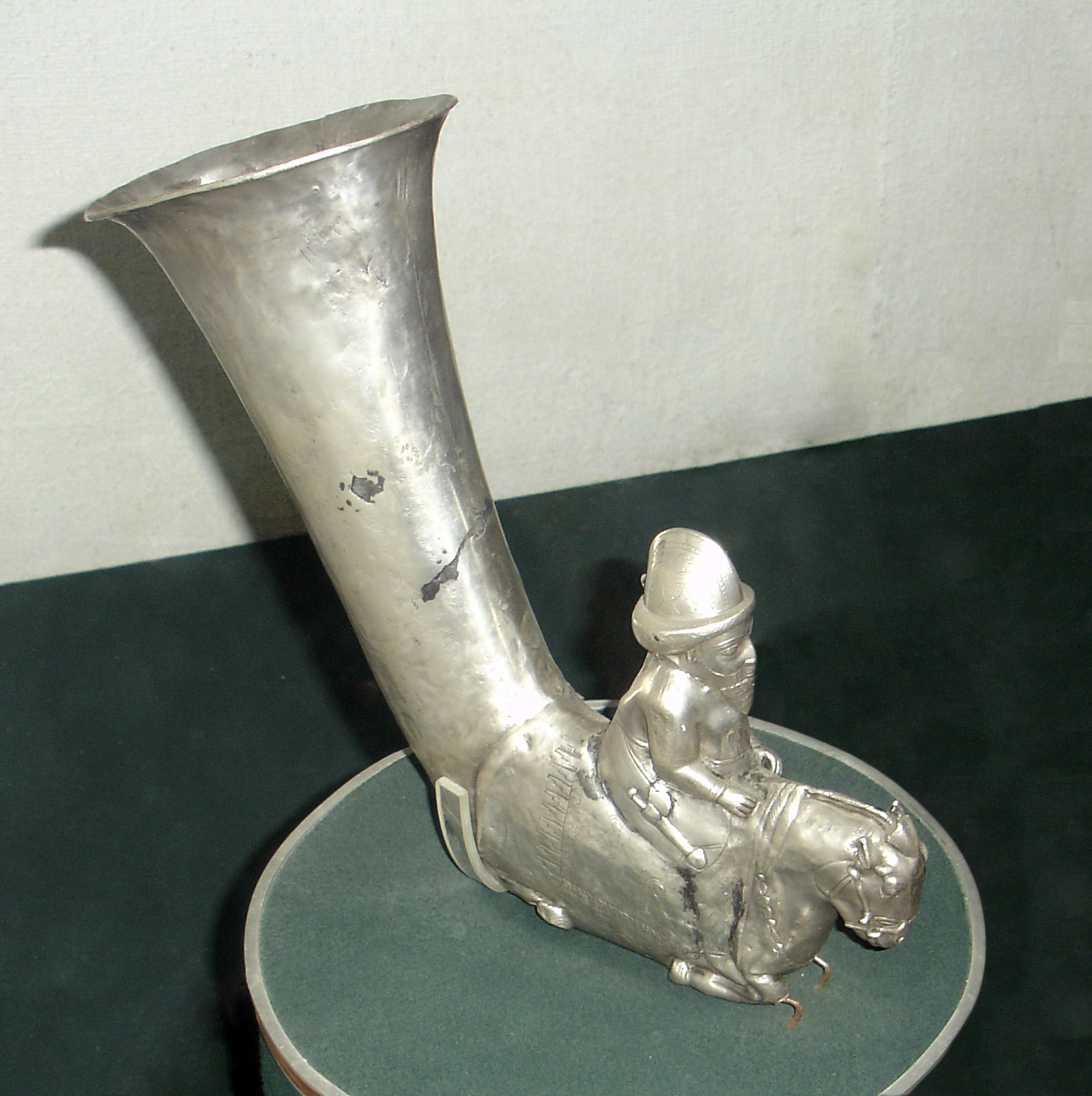
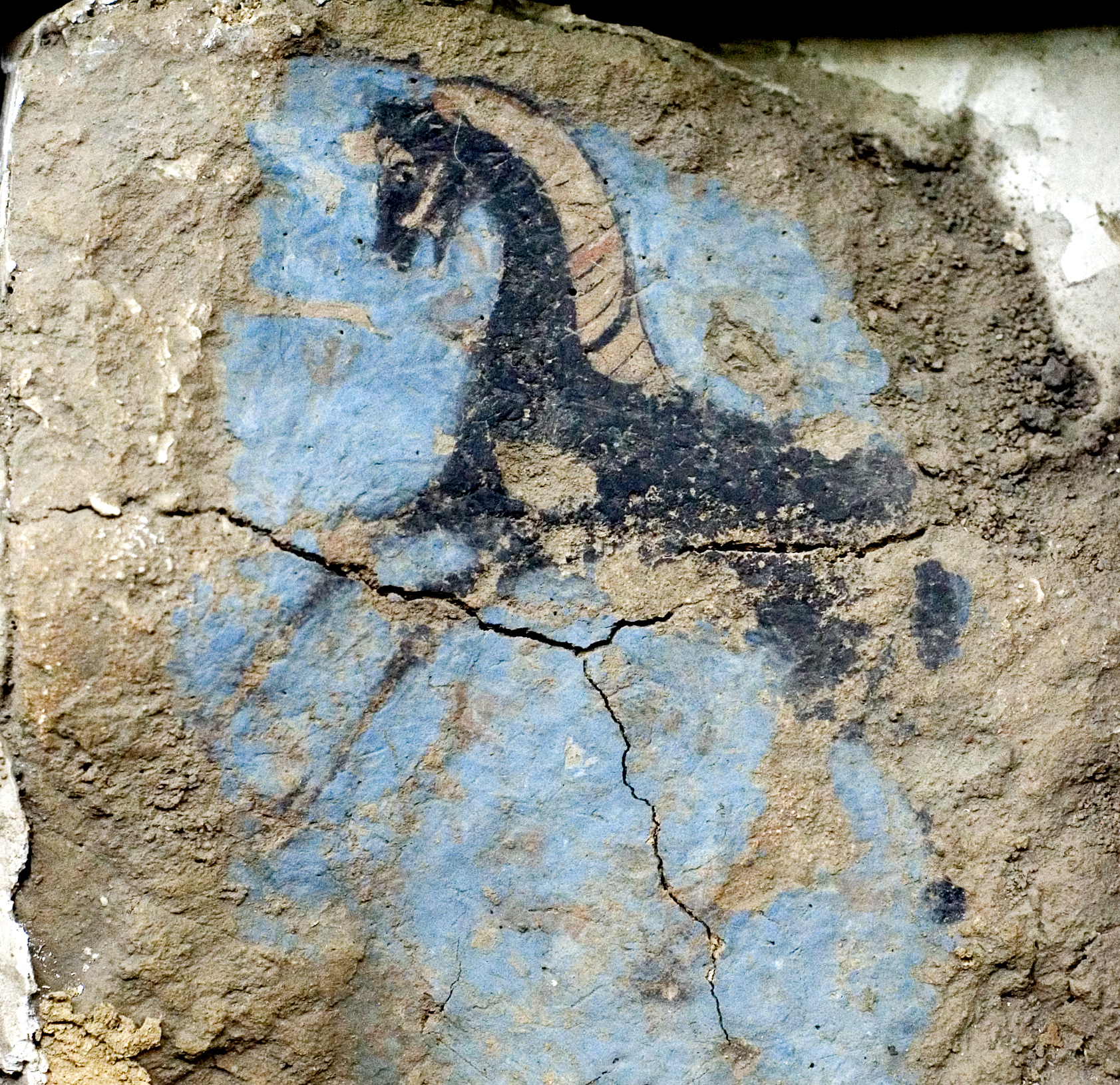
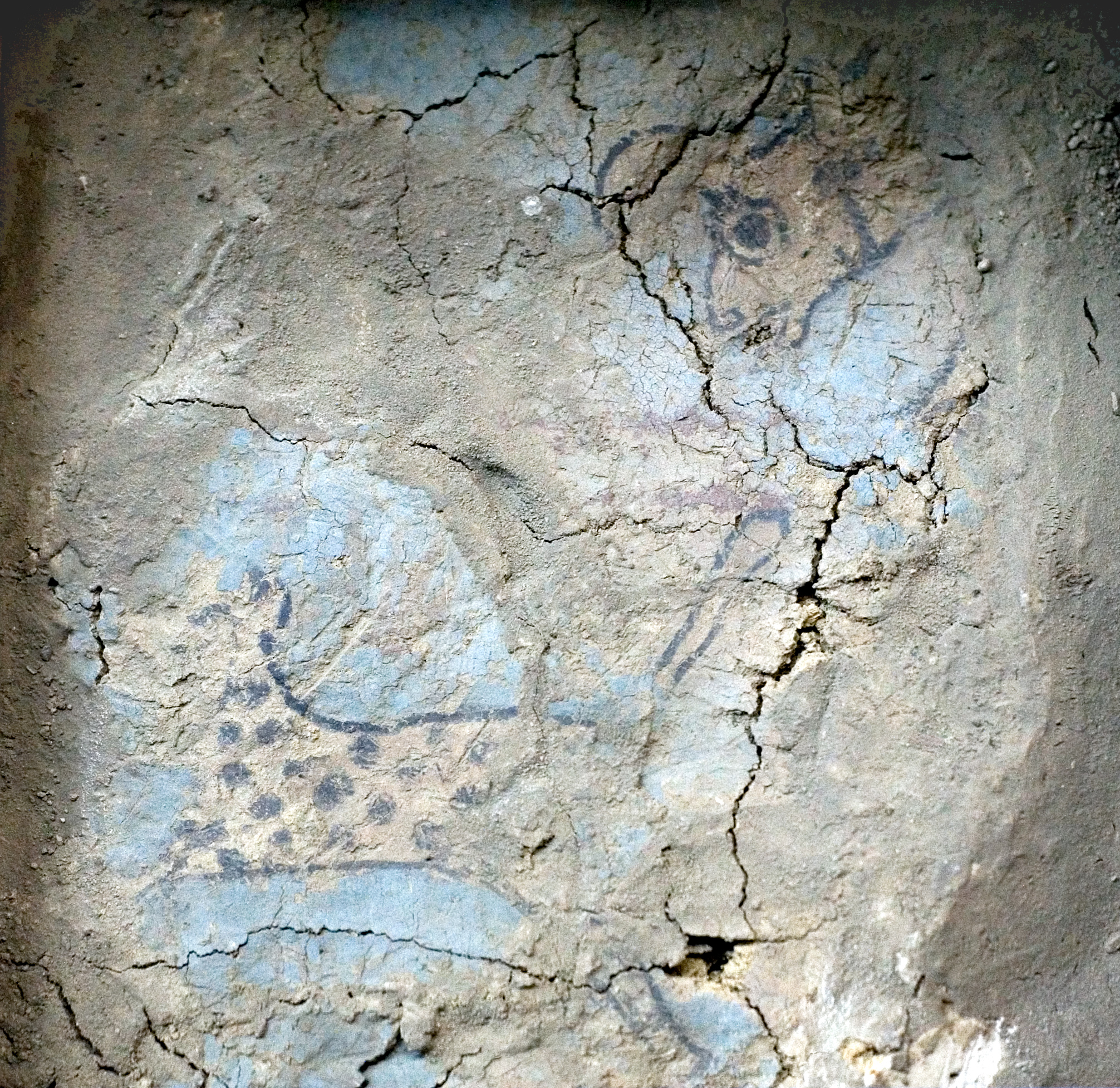